# Алгоритм феєрверків
Алгоритм феєрверків (англ. Fireworks Algorithm; FWA) — еволюційний алгоритм пошуку, що використовується для вирішення задач оптимізації і моделювання шляхом послідовного підбору, комбінування і варіації шуканих параметрів з використанням механізмів пошуку рішень, що нагадують розривів вогнів феєрверків.
Оптимізаційний алгоритм є ефективним при вирішенні задач пошуку у великих просторах рішень. Пошук відбувається шляхом вибору набору випадкових точок, обмежених деякою метрикою відстані в надії на те, що одна або декілька з них дадуть обнадійливі результати.
Назва алгоритму походить від картинки візуалізації його роботи, коли породження нових точок пошуку є подібним до розривів вогнів феєрверків.